# Alexis Preller
Pour les articles homonymes, voir Preller.
 (septembre 2014).
Si vous disposez d'ouvrages ou d'articles de référence ou si vous connaissez des sites web de qualité traitant du thème abordé ici, merci de compléter l'article en donnant les références utiles à sa vérifiabilité et en les liant à la section « Notes et références ».
Alexis Preller (né à Pretoria le 6 septembre 1911 et décédé à Pretoria le 13 décembre 1975) était un peintre sud-africain.
Alexis Preller fait des études à l'école de Westminster School (1934) à Londres et à l'Académie de la Grande Chaumière (1937) à Paris. Il étudie particulièrement l'œuvre de Paul Gauguin et de Vincent van Gogh dont il s'inspire pour ses tableaux comme pour sa peinture du jardin d'Eden (1937) inspiré des tableaux tahitiens de Gauguin.
Durant la Seconde Guerre mondiale, Alexis Preller est incorporé dans le corps médical de l'armée sud-africaine et est fait prisonnier à Tobrouk par les Allemands. Prisonnier de guerre pendant deux ans, les horreurs de la guerre sont présentes dans son œuvre à son retour en Afrique du Sud.
Progressivement, il intègre dans son œuvre des éléments tirés de l'imagerie africaine.
Son œuvre s'enrichit au fil des années de références à l'art africain du Swaziland et du Congo belge ainsi qu'aux fresques de Piero della Francesca et aux peintures murales de l'ancienne Égypte (Hieratic Women en 1956).
Alexis Preller est l'un des leaders du mouvement surréaliste sud-africain des années 1960.